# 薛鳳祚
薛鳳祚（1600年—1680年），字儀甫，號寄齋，淄川（今山东淄博）人，明末清初天文學家及數學家，與王錫闡並稱「南王北薛」，著有《算學會通正集》十二卷，《考驗》二十八卷，《致用》十六卷。徵仕郎薛岡之孫子，中書科中書捨人薛近洙之子。

## 生平
明萬曆二十七年（1599年）出生，幼年已「天資過人，稟性聰敏」。万历四十四年 (1616年) ，薛近洙中進士，授中書捨人，期間向孫奇逢求學，惟不久孫奇逢因不便而提出終止授課，次年孫奇逢即歸容城，但他並沒有與孫奇逢斷絕來往，曾於康熙九年特意去拜訪孫奇逢請其指正《歷學會通》中的錯誤。
明天啓間，因不滿魏璫擅權而辭官歸鄉，並且遠游保定府定興縣，與理學大師鹿繼善學習「陸王」之學，融會鹿善繼《四書說約》和孫奇逢《四書近指》二書，著成《聖學心傳》，後跟直隸滿城人魏文魁學習中國歷算。
明末天下大亂，盜賊蜂起，故薛鳳祚便在家鄉練鄉勇，修建商山堡以抵禦盜賊。薛鳳祚指揮有方，其所統領地區儼然如大國，「環鳳祚五十里盜賊無敢犯者」。順治中期，從波蘭傳教士穆尼閣改學西學，協助穆尼閣翻譯西方天文歷算等方面的著述。薛鳳祚晚年應河道總督王光裕之聘，「躬歷數千里，考黃、淮漕運利害曲折，施有成效」。薛鳳祚「天性孝友，復遵先訓」，三個弟弟早逝後，他毅然承擔起撫養遺孤的責任，當時可稱「家法井然，睦鄉敦族」。康熙四十六年 (1707年) 七月十二日，因薛鳳祚之孫薛應豫「敬獻先世藏書，以副購徵雅意事」，提督山東通省學政翰林院趙申季奏請崇祀薛鳳祚入鄉賢祠。

## 延伸阅读
[在维基数据编辑]
 《清史稿·卷506》，出自趙爾巽《清史稿》